# Верхньоводянська сільська рада
| Верхньоводянська сільська рада — колишній орган місцевого самоврядування у Рахівському районі Закарпатської області з адміністративним центром у с. Верхнє Водяне. Сільській раді були підпорядковані населені пункти: - с. Верхнє Водяне - с. Стримба |

## Склад ради
Рада складалася з 26 депутатів та голови.

## Керівний склад сільської ради
| ПІБ                  | Основні відомості                                                                     | Дата обрання | Дата звільнення |
| -------------------- | ------------------------------------------------------------------------------------- | ------------ | --------------- |
| Сойма Іван Іванович  | Сільський голова, 1949 року народження, освіта, член Партії регіонів                  | 26.03.2006   | 31.10.2010      |
| Намняк Юрій Юрійович | Сільський голова, 1965 року народження, освіта незакінчена вища, член Партії регіонів | 31.10.2010   | 13.05.2013      |

Примітка: таблиця складена за даними джерела

## Населення
Згідно з переписом УРСР 1989 року чисельність наявного населення сільської ради становила 6314 осіб, з яких 3036 чоловіків та 3278 жінок.
За переписом населення України 2001 року в сільській раді мешкало 6539 осіб.

### Мова
Розподіл населення за рідною мовою за даними перепису 2001 року:
| Мова       | Відсоток |
| ---------- | -------- |
| українська | 98,41 %  |
| російська  | 0,64 %   |
| румунська  | 0,64 %   |
| білоруська | 0,05 %   |
| угорська   | 0,05 %   |
| болгарська | 0,03 %   |
| німецька   | 0,03 %   |
| молдовська | 0,02 %   |